# Rainald Goetz
Pour les articles homonymes, voir Goetz.
Rainald Maria Goetz, né à Munich le 24 mai 1954 , est un écrivain allemand.

## Biographie
Rainald Goetz naît et grandit à Munich. Durant ses années de lycée, il passe un an en échange universitaire aux États-Unis. Après avoir obtenu son diplôme de lycée en 1974, il étudie l'histoire, le théâtre et la médecine à l'Université Louis-et-Maximilien de Munich. Au semestre d'hiver 1977-1978, il effectue un séjour à la Sorbonne à Paris, où il commence sa thèse d'histoire ancienne. Il complète ses études d'histoire et de médecine par des doctorats : en 1978, il complète ses études d'histoire par une étude d'histoire ancienne sur l'empereur Domitien, supervisée par Hermann Bengtson (1909-1989). Il décrit le développement de sa thèse dans son roman Kontrolliert. En 1982, il a obtient son doctorat en médecine avec une thèse portant sur la psychiatrie de l'adolescent.  
En 1976, il commence à écrire pour la Süddeutsche Zeitung. Il commence par rédiger des critiques de livres pour enfants et adolescents. En 1977, une série d'articles en trois parties intitulée Du journal d'un étudiant en médecine paraît. En 1978, il publie pour la première fois dans la revue littéraire Kursbuch. Dans cet article, intitulé Der macht seinen Weg, Goetz décrit ses études et son isolement social. Il écrit pour le magazine musical Spex, ainsi que pour les magazines mensuels culturels Merkur et TransAtlantik. En 1981, il publie une critique d'un recueil de prose Couples, passants (de) de Botho Strauß et le roman autobiographique Le Froid de Thomas Bernhard dans Der Spiegel. Goetz décline un poste de rédacteur pour Der Spiegel.  
Götz devient célèbre en 1983 grâce à sa participation au concours du Prix Ingeborg-Bachmann à Klagenfurt. Devant les caméras de télévision, il se coupe le front avec une lame de rasoir lors d'une lecture, laisse le sang couler sur ses mains et son manuscrit, et termina la lecture couvert de sang. Il ne reçut pas de prix, mais sera qualifié de « vainqueur médiatique de Klagenfurt ».
Rainald Goetz obtient le prix Heinrich Böll en 1991.
En 1994, il sort l'album Word avec Oliver Lieb et le claviériste Stevie B-Zet (Steffen Britzke), combinant le spoken word avec de l'ambient et de la trance. La couverture de l'album présente une photo de Goetz enfant portant des chaussons de ballet pendant que son père lui lit les Saintes Écritures. Vers 1999, il participe au projet littéraire sur Internet Pool.
En 1998, Goetz écrit un journal en ligne (le mot « blog » n'existait pas à l'époque) intitulé Déchets pour tous (Waste for All), dans lequel il publie quotidiennement sur son site web ses impressions, réflexions et commentaires sur l'actualité culturelle. En 1998, il participe également en tant que conférencier aux conférences de poésie à l'Université Johann Wolfgang Goethe de Francfort-sur-le-Main, soutenues par la maison d'édition Suhrkamp Verlag.
Le prix Marieluise Fleißer lui est décerné en 2013.
En 2015, il est lauréat du Prix Georg-Büchner.
Goetz vivait dans le quartier de Glockenbachviertel à Munich, et dans la Haimhauserstraße à Schwabing. Il s'installa ensuite définitivement à Berlin, où il vit avec sa femme et ses enfants. Goetz se maria selon le rite catholique en mai 2024.

## Œuvres traduites en français
- Chez les fous [« Irre »], trad. de Robert Simon, Paris, Éditions Gallimard, coll. « Du monde entier », 1985, 340 p.  (ISBN 2-07-070321-5)
- Ce matin, à 4 heures 11, alors que je rentrais des champs, où j'avais récolté la rosée, livre 5, Jeff Koons, [« Jeff Koons »], trad. de  Mathieu Bertholet avec Christine Seghezzi, Paris, L’Arche Éditeur, coll. « Scène ouverte », 2005, 158 p.  (ISBN 2-85181-588-1)

## Distinctions
- prix Heinrich-Böll 1991
- Mülheimer Dramatikerpreis 1993  pour Katarakt
- prix de l'œuvre dramatique Else Lasker-Schüler 1999
- Wilhelm Raabe Literature Prize 2000 pour Abfall für alle
- prix de littérature de Berlin 2012
- Marieluise-Fleißer-Preis 2013
- Schiller-Gedächtnispreis 2013
- prix Georg-Büchner 2015
- officier de l'ordre du Mérite de la République fédérale d'Allemagne 2018